# Mario Neunaber
Mario Neunaber (* 17. März 1982 in Bremen) ist ein ehemaliger deutscher Fußballspieler.

## Karriere als Spieler
Seit Neunaber im Sommer 2004 seine norddeutsche Heimat verlassen hatte, stand er bei sieben verschiedenen Vereinen unter Vertrag. Seinen größten sportlichen Erfolg hatte er dabei in der Saison 2007/08, als ihm mit dem FC Ingolstadt 04 der Aufstieg aus der Regionalliga in die 2. Bundesliga gelang. Dort absolvierte er 29 Spiele für den Verein, den er nach dem sofortigen Wiederabstieg im Sommer 2009 aber in Richtung Wuppertaler SV Borussia verließ. Mit diesem Verein stieg er dann im folgenden Jahr aus der 3. Liga ab.
Nach einem Jahr in der Viertklassigkeit beim Süd-Regionalligisten KSV Hessen Kassel wurde er im Sommer 2011 vom Drittligisten SSV Jahn Regensburg verpflichtet, der damit auf Personalnöte im Defensivbereich reagierte. Sein erstes Pflichtspiel für Regensburg absolvierte er am 3. August 2011 bei seinem Ex-Klub Werder Bremen II (4:1). Von da an war Stammspieler in der Innenverteidigung. 33 Mal spielte er, bis Platz 3 in der Liga erreicht war, und nachdem in den beiden Relegationsspielen mit seiner Beteiligung die Oberpfälzer knapp die Oberhand behielten, stieg er zum zweiten Mal in seiner Karriere in die 2. Bundesliga auf.
Nach dem Aufstieg verlängerte Neunaber seinen Vertrag mit Jahn Regensburg bis 2014. In der folgenden Saison stieg er mit dem SSV Jahn wieder in die 3. Liga ab und absolvierte in den beiden Spielzeiten 13 Zweitliga-Spiele und 32 Drittliga-Spiele. Nach dem Auslaufen des Vertrages im Sommer 2014 erhielt Neunaber in Regensburg keinen neuen Vertrag und wechselte zu Rot-Weiss Essen in die Regionalliga West. Dort beendete er seine sportliche Karriere mit Abschluss der Saison 2014/15.

## Erfolge
- Aufstieg in die 2. Bundesliga 2008 mit dem FC Ingolstadt
- Aufstieg in die 2. Bundesliga 2012 mit Jahn Regensburg
- Niederrheinpokalsieger 2015 mit Rot-Weiss Essen

## Laufbahn als Funktionär
Im Dezember 2019 stellte der Regionalligist Bonner SC Neunaber als neuen Sportlichen Leiter vor. Zudem arbeitet Neunaber als Chefscout einer Berateragentur in Mönchengladbach.

## Bemerkenswertes
Neunaber war während seiner Karriere im Spielerrat der Spielergewerkschaft Vereinigung der Vertragsfußballspieler (VdV).